# Gare de Boudaroua
La gare de Boudaroua est une gare ferroviaire algérienne située sur le territoire de la commune de Oued Fragha, dans la wilaya de Guelma.

## Situation ferroviaire
La gare est située dans la localité de Boudaroua, dans le sud de la commune de Oued Fragha, sur la ligne d'Annaba à Djebel Onk. Elle est précédée de la gare de Oued Fragha et suivie de celle de Bouchegouf.

## Service des voyageurs

### Desserte
La gare de Boudaroua est desservie par les trains régionaux de la liaison Annaba - Tébessa.